# 6938 Soniaterk
A 6938 Soniaterk (ideiglenes jelöléssel 5140 T-2) a Naprendszer kisbolygóövében található aszteroida. Cornelis Johannes van Houten,  Ingrid van Houten-Groeneveld és Tom Gehrels fedezte fel 1973. szeptember 25-én.